# Malleostemon tuberculatus
Malleostemon tuberculatus là một loài thực vật có hoa trong Họ Đào kim nương. Loài này được (E.Pritz.) J.W.Green mô tả khoa học đầu tiên năm 1983.